# アーディル・ビン・ファハド・ビン・アブドゥッラフマーン・アッ＝ザーイディー
アーディル・ビン・ファハド・ビン・アブドゥッラフマーン・アッ＝ザーイディー（アラビア語: عادل بن فهد بن عبدالرحمن الذايدي ʿĀdil bin Fahad bin ʿAbd ar-Raḥmān aḏ-Ḏāidī、英語: Adel bin Fahad bin Abdulrahman Althaidi、1979年6月18日 - ）は、サウジアラビアの外交官。母国語のアラビア語に加えて、英語とフランス語に堪能。
在ベルギー大使館翻訳官、本省勤務、国際連合政府代表部総会事務担当、在ベルギー大使館一等書記官、本省勤務を経て、駐台大使に相当するサウジアラビア商務弁事処代表。2020年10月28日、駐台代表として台北に到着。

## 学歴
- 1999年 - 2004年: キングサウード大学 フランス語翻訳学士[2]
- 2007年 - 2009年: プリンス・サウード・アル＝ファイサル外交研究所（アラビア語版） (Prince Saud Al-Faisal Institute for Diplomatic Studies) 外交学準修士[2]
- 2012年 - 2013年: コロンビア大学大学院 国際連合安全保障理事会研修プログラム修了[2]

他、外交分野の特別研修や専門委員会の参加実績多数